# Аморони Маниа
Аморони Маниа (на френски: Amoron'i Mania) е един от двадесет и двата региона на Мадагаскар.
- Столица: Амбоситра
- Площ: 16 141 км²
- Население (по преброяване през май 2018 г.): 833 919 души
- Гъстота на населението: 51,7 души/км²[1]

Регион Аморони Маниа е разположен в провинция Фианарантсоа, в централната част на страната. Разделен е на 4 района.